# (3895) Earhart
(3895) Earhart est un astéroïde de la ceinture principale.

## Description
(3895) Earhart est un astéroïde de la ceinture principale. Il fut découvert le 23 février 1987 à l'Observatoire Palomar par Carolyn S. Shoemaker. Il présente une orbite caractérisée par un demi-grand axe de 2,35 UA, une excentricité de 0,18 et une inclinaison de 24,3° par rapport à l'écliptique.

## Compléments